# Mário Junior
Mário Indami Junior (9 aprile 2003) è un calciatore guineense, difensore dell'Oliveirense e della nazionale guineense.

## Carriera

### Club
Ha iniziato a giocare a calcio nel settore giovanile del Leixões, per poi passare al Braga il 7 agosto 2021. Assegnato inizialmente alla formazione Under-19, dopo una stagione è passato all'Under-23 e nell'estate del 2023 è stato assegnato al Braga B, militante nella terza divisione portoghese. Ha giocato il suo primo incontro ufficiale in questa categoria (coincidente quindi anche con il suo esordio assoluto tra i professionisti) il 4 novembre, contro il Varzim.
Il 7 gennaio 2025 è stato acquistato a titolo definitivo dall'Oliveirense, club della seconda divisione portoghese.

### Nazionale
Il 13 marzo 2025 ha ricevuto la prima convocazione da parte della nazionale guineense, con cui ha esordito sette giorni dopo nell'incontro di qualificazione per il campionato mondiale 2026 perso 3-1 contro la Sierra Leone.

## Statistiche

### Presenze e reti nei club
Statistiche aggiornate al 20 marzo 2025.
| Stagione        | Squadra         | Campionato      | Campionato | Campionato | Coppe nazionali | Coppe nazionali | Coppe nazionali | Coppe continentali | Coppe continentali | Coppe continentali | Altre coppe | Altre coppe | Altre coppe | Totale | Totale | Totale |
| Stagione        | Squadra         | Comp            | Pres       | Reti       | Comp            | Pres            | Reti            | Comp               | Pres               | Reti               | Comp        | Pres        | Reti        | Pres   | Reti   |        |
| --------------- | --------------- | --------------- | ---------- | ---------- | --------------- | --------------- | --------------- | ------------------ | ------------------ | ------------------ | ----------- | ----------- | ----------- | ------ | ------ | ------ |
| 2023-2024       | Braga B         | TL              | 17         | 0          | -               | -               | -               | -                  | -                  | -                  | -           | -           | -           | 17     | 0      |        |
| 2024-gen. 2025  | Braga B         | TL              | 1          | 0          | -               | -               | -               | -                  | -                  | -                  | -           | -           | -           | 1      | 0      |        |
| gen.-giu. 2025  | Oliveirense     | SL              | 8          | 1          | CP              | 0               | 0               | -                  | -                  | -                  | -           | -           | -           | 8      | 1      |        |
| Totale carriera | Totale carriera | Totale carriera | 26         | 1          |                 | 0               | 0               |                    | -                  | -                  |             | -           | -           | 26     | 1      |        |

### Cronologia presenze e reti in nazionale
| Cronologia completa delle presenze e delle reti in nazionale ― Guinea-Bissau | Cronologia completa delle presenze e delle reti in nazionale ― Guinea-Bissau | Cronologia completa delle presenze e delle reti in nazionale ― Guinea-Bissau | Cronologia completa delle presenze e delle reti in nazionale ― Guinea-Bissau | Cronologia completa delle presenze e delle reti in nazionale ― Guinea-Bissau | Cronologia completa delle presenze e delle reti in nazionale ― Guinea-Bissau | Cronologia completa delle presenze e delle reti in nazionale ― Guinea-Bissau | Cronologia completa delle presenze e delle reti in nazionale ― Guinea-Bissau |
| Data                                                                         | Città                                                                        | In casa                                                                      | Risultato                                                                    | Ospiti                                                                       | Competizione                                                                 | Reti                                                                         | Note                                                                         |
| ---------------------------------------------------------------------------- | ---------------------------------------------------------------------------- | ---------------------------------------------------------------------------- | ---------------------------------------------------------------------------- | ---------------------------------------------------------------------------- | ---------------------------------------------------------------------------- | ---------------------------------------------------------------------------- | ---------------------------------------------------------------------------- |
| 20-3-2025                                                                    | Monrovia                                                                     | Sierra Leone                                                                 | 3 – 1                                                                        | Guinea-Bissau                                                                | Qual. Mondiali 2026                                                          | -                                                                            | 90+2’                                                                        |
| Totale                                                                       |                                                                              | Presenze                                                                     | 1                                                                            |                                                                              | Reti                                                                         | 0                                                                            |                                                                              |